# Country-Tune
Country-Tune est une œuvre pour piano seul du compositeur britannique Arnold Bax, écrite en 1920.

## Contexte
Country-Tune est l'archétype des miniatures pour piano d'Arnold Bax, destinée à un large public, que son éditeur Murdoch and Murdoch tenait à publier après la Première Guerre mondiale, et il semble probable qu'elle ait été écrite spécialement pour une telle commande. Probablement composée en 1920, elle a été publiée très rapidement l'année suivante. Ici, comme dans Summer Music pour orchestre, le pays évoqué est bien plus susceptible d'être les Chilterns que ses paysages irlandais du passé.

## Discographie
- Piano Works, Vol. 2, Ashley Wass (piano), Naxos, 8.557592, mai 2005.